# Azanus
Azanus is een geslacht van vlinders van de familie van de Lycaenidae, uit de onderfamilie van de Polyommatinae (blauwtjes). De wetenschappelijke naam en de beschrijving van dit geslacht zijn voor het eerst gepubliceerd in 1881 door Frederic Moore.

## Soorten
- A. isis (Drury, 1773)
- A. jesous Guérin-Méneville, 1849 - Groot acaciablauwtje
- A. mirza (Plötz, 1880)
- A. moriqua (Wallengren, 1857)
- A. natalensis Trimen & Bowker, 1887
- A. sitalces (Mabille, 1900)
- A. soalalicus (Karsch, 1900)
- A. ubaldus Stoll, 1782 - Klein acaciablauwtje
- A. uranus Butler, 1886
- A. urios Riley & Godfrey, 1921

### Status onduidelijk
- A. crameri Moore, 1881